# Masters of Chant Chapter III
Masters of Chant III is het vierde album van Gregorian.

## Tracks
1. "Join Me" (met Amelia Brightman) (Ville Valo) – 4:10 (origineel van HIM)
2. "Be" (Neil Diamond) – 5:20 (origineel van Neil Diamond)
3. "Blasphemous Rumours" (Martin Gore) – 4:07 (origineel van Depeche Mode)
4. "Only You" (Vince Clarke) – 3:52 (origineel van Yazoo)
5. "Blue Monday" (New Order) – 3:24 (origineel van New Order)
6. "Sacrifice" (Bernie Taupin, Elton John) – 4:27 (origineel van Elton John)
7. "Ordinary World" (Duran Duran) – 5:46 (origineel van Duran Duran)
8. "Fields of Gold" (Sting) – 3:31 (origineel van Sting)
9. "Before the Dawn" (Amelia Brightman, Carsten Heusmann, Jan-Eric Kohrs) – 4:06
10. "I Won't Hold You Back" (Steve Lukather) – 4:56 (origineel van Toto)
11. "Wicked Game" (Chris Isaak) – 5:10 (origineel van Chris Isaak)
12. "Out of the Cold" (Amelia Brightman, Carsten Heusmann, Jan-Eric Kohrs) – 3:52
13. "Join Me" (Schill Out Version) – 4:14

## Bonustracks
- "Voyage Voyage 2002" (met Sarah Brightman)
- "Ouragan" (Romano Musumarra) (origineel van Stéphanie van Monaco)
- "Juste Quelques Hommes" (Jean-Jacques Goldman) (origineel van Jean-Jacques Goldman)